# Mai 1983

## Événements
- 1er mai (Formule 1) : Grand Prix automobile de Saint-Marin.

- 15 mai (Formule 1) : Grand Prix automobile de Monaco.

- 17 mai : accord de paix entre le Liban et Israël. Il se fonde sur le modèle du traité avec l'Égypte, mais ne peut être appliqué en raison de l'occupation du Liban par les troupes syriennes. Le gouvernement libanais le dénoncera l'année suivante. La force multinationale assure le retrait de l'armée israélienne de Beyrouth, effectif le 26 septembre.

- 20 mai[1] : inauguration du Pont Matadi sur le fleuve Congo.

- 22 mai (Formule 1) : Grand Prix automobile de Belgique.

## Naissances
- 1er mai : Alain Bernard, nageur français.
- 3 mai : Myriam Fares, chanteuse libanaise.
- 5 mai :
  - Henry Cavill, acteur britannique.
  - Serafín Marín, matador espagnol.
  - Julien Salvia, compositeur et interprète français de comédie musicale.
- 6 mai : Dani Alves, footballeur brésilien.
- 11 mai : Tjeerd Korf, footballeur néerlandais.
- 12 mai : Alina Kabaeva, personnalité politique russe.
- 13 mai : Grégory Lemarchal, chanteur français († 30 avril 2007).
- 14 mai : Jean-Baptiste Guégan, chanteur français.
- 17 mai : 
  - Channing Frye, basketteur américain.
  - Audrey Spiry,  illustratrice et auteure de bande dessinée française.
- 22 mai : Lina Ben Mhenni, cyberdissidente, blogueuse et journaliste tunisienne († 27 janvier 2020).
- 25 mai : 
  - Franck Béria, footballeur français.
  - Ibrahim Diarra, joueur français de rugby à XV († 18 décembre 2019).
- 27 mai : Khamis Kadhafi, militaire et dernier enfant de Mouammar Kadhafi († 2011).

## Décès
- 14 mai : Miguel Alemán Valdés, président du Mexique entre 1946 et 1952.
- 15 mai : Jean Rey, homme politique belge (° 15 juillet 1902).
- 25 mai : Paul Quinichette, saxophoniste de jazz américain (° 17 mai 1916).